# Mikaela Almeida
Mikaela da Costa Almeida (Manaus, 3 de fevereiro de 2003) é uma jogadora de badmínton paralímpica brasileira.

## Biografia e carreira
Almeida é natural de Manaus, no Amazonas. Ela nasceu com uma deficiência no membro superior direito e iniciou no parabadminton aos treze anos.
Em novembro de 2018, durante o Campeonato Pan-Americano de Para-Badminton, realizado em Lima, no Peru, Almeida foi medalha de bronze em duplas femininas classe WD SL3-SU5, ao lado da peruana Rosario Del Pilar Chavez Rubinos, e também bronze nas duplas mistas na classe XD SL3-SU5 em parceiria com Renan Augusto Rosso.
Nos Jogos Parapan-Americanos de Lima 2019 Almeida conquistou a medalha de ouro na disputa individual classe SU5. Na final ela derrotou a peruana Laura Puntriano por dois sets a zero.

## Principais conquistas
- Campeonato Pan-Americano de Para-Badminton de 2018: duplas femininas classe WD SL3-SU5 – bronze[4]
- Campeonato Pan-Americano de Para-Badminton de 2018: duplas mistas na classe XD SL3-SU5 – bronze[4]
- Jogos Parapan-Americanos de 2019: individual classe SU5 – ouro[5]